# سیکلوپروپان‌تریون
سیکلوپروپانترایون(به انگلیسی: Cyclopropanetrione) یا تری‌اکسوسیکلوپروپان(به انگلیسی: trioxocyclopropane) یک اکسید کمتر شناخته شده کربن با فرمول شیمیایی C3O3 است. این ماده شامل یک حلقه از سه اتم کربن است که هر کدام به یک اتم اکسیژن با یک پیوند دوگانه وصل شده‌اند. از طرف دیگر می‌توان آن را به عنوان تری‌مر مولکول کربن مونوکسید تصور کرد. این ترکیب از نظر ترمودینامیکی ناپایدار است و به صورت عمده تولید نشده‌است. با این حال با استفاده از طیف سنجی جرمی شناسایی شده‌است.